# Ischnotoma (Icriomastax) antinympha
Ischnotoma (Icriomastax) antinympha is een tweevleugelige uit de familie langpootmuggen (Tipulidae). De soort komt voor in het Neotropisch gebied.